# Палладийхром
Палладийхром — бинарное неорганическое соединение
палладия и хрома
с формулой CrPd,
кристаллы.

## Получение
- Сплавление стехиометрических количеств чистых веществ:

{\displaystyle {\mathsf {Pd+Cr\ {\xrightarrow {570^{o}C}}\ CrPd}}}

## Физические свойства
Палладийхром образует кристаллы
тетрагональной сингонии,
пространственная группа P 4/mmm,
параметры ячейки a = 0,274 нм, c = 0,380 нм, Z = 1,
структура типа медьзолото AuCu.
Соединение образуется по перитектической реакции при температуре 570°C
и имеет область гомогенности 50÷52 ат.% палладия.